# Kedongdong Kidul
Kedongdong Kidul is een bestuurslaag in het regentschap Cirebon van de provincie West-Java, Indonesië. Kedongdong Kidul telt 2090 inwoners (volkstelling 2010).